# Ronald Worm
Ronald „Ronnie“ (eigentlich „Ronny“) Worm (* 7. Oktober 1953 in Duisburg) ist ein ehemaliger deutscher Fußballspieler und -trainer. Er brachte es in der Fußball-Bundesliga bei den Vereinen MSV Duisburg und Eintracht Braunschweig von 1971 bis 1985 auf 380 Spiele und erzielte 119 Tore. In sieben Spielen für die Nationalmannschaft kam er auf fünf Tore. Beim Fußballturnier der Olympischen Spiele von 1972 nahm er an allen sechs Spielen der deutschen Amateurnationalmannschaft teil. Worm lebt heutzutage in Braunschweig.

## Laufbahn

### Schüler- und Jugendnationalmannschaft
Der in der Jugend des MSV zuerst als Torwart groß gewordene Stürmer hatte im Jahr 1969 in der Schülernationalmannschaft des DFB seinen internationalen Einstand. In den drei Spielen des Jahres kam er gegen die Niederlande und in zwei Spielen gegen England zum Einsatz. Am 25. November 1970 folgte sein Debüt in der Jugendnationalmannschaft, er erzielte dabei das Siegtor zum 1:0-Sieg gegen Schweden. Auch beim 1:0-Erfolg gegen Dänemark vier Tage später war er der Torschütze. Im Jahr 1971 war er in allen 12 Spielen der DFB-Jugend unter DFB-Trainer Herbert Widmayer dabei, auch beim UEFA-Juniorenturnier in der Tschechoslowakei. 1972 setzte sich das mit elf Einsätzen vom Januar bis zum Mai fort und gipfelte am 22. Mai in Barcelona im mit 0:2 verlorenen Finale des UEFA-Juniorenturniers gegen England. In Spanien spielte er mit Mannschaftskollegen wie Torhüter Helmut Roleder, Rainer Blechschmidt, Wolfgang Kraus, Peter Krobbach, Karl-Heinz Körbel, Werner Schneider, Dieter Müller, Kurt Eigl und Bernhard Dürnberger zusammen.
Die Prophezeiungen zum herausragenden „Zebra“-Talent waren zu dieser Zeit schon fast beängstigend. „Dieser Junge wird eine tolle Karriere haben“, meinte DFB-Trainer Widmayer. Und der Deutsche Meister des Jahres 1961 mit dem 1. FC Nürnberg sagte es nicht irgendwo am Stammtisch, sondern gleich der ganzen Fußballnation. Vorschusslorbeeren begleiteten den Weg von „Ronnie“ Worm, weil dieses Talent schon sehr früh erblühte. Widmayer hatte an Worm mehr und mehr seine helle Freude. Und Werner Schilling schrieb eines Tages im „Kicker“: „Worm, der Kapitän aus Duisburg, ist Torschütze vom Dienst. Er spielt jetzt die Rolle – um einen populären Vergleich zu ziehen – wie Uwe Seeler in Mexiko. Mit dem Uwe weist Ronald überhaupt einige Parallelen auf: sein Torriecher, seine Schusskraft, vor allem aber sein hervorragendes Kopfballspiel.“ Für den MSV Duisburg, einem Verein, der in diesen Jahren in der Bundesliga stets zwischen dem Mittelfeld und den Niederungen der höchsten Spielklasse pendelte, hätte dieses Eigengewächs ein Segen sein können. Aber der MSV – aber nicht nur die Verantwortlichen in Duisburg, auch der DFB sah rückblickend nicht gut aus – musste sich Jahre später die Frage stellen, ob er das weit überdurchschnittliche Talent nicht „verheizt“ hatte. Samstags spielte Worm in der Bundesliga, am Sonntagvormittag dann in seiner Jugendmannschaft; nebenher stand er in der Niederrheinauswahl und in der DFB-Jugend, ab März 1972 debütierte er auch noch in der Amateurnationalmannschaft und musste unzählige Reisen, Vorbereitungsspiele, Trainingslehrgänge und Turniere über sich ergehen lassen. In der Gesamtsumme war dies alles zu viel, er stagnierte spielerisch in den ersten zwei Jahren seiner regulären Bundesligazeit, suchte vergeblich die verlorene Frische und Unbekümmertheit und konnte erst ab Mitte der Siebziger das Niveau eines guten Bundesligastürmers im Dress der „Zebras“ bestätigen.

### Bundesligaspieler beim MSV Duisburg, bis 1979
In der Bundesliga feierte der A-Juniorenspieler seinen Einstand für den MSV am 5. Februar 1972 bei der Begegnung bei Fortuna Düsseldorf. Am 22. April wurde er beim 3:0-Heimsieg gegen den FC Bayern München als zweifacher Torschütze zum spielentscheidenden Mann. Am 15. März 1972 wurde er von DFB-Trainer Jupp Derwall in die Amateurnationalmannschaft berufen (in Hinblick auf das Olympiaturnier in München). Zudem spielte er mit den A-Jugendkollegen des MSV um die deutsche Meisterschaft. Nimmt man die belegbaren Daten seiner offiziellen Einsätze vom Januar bis Anfang September 1972 (Olympiade in München) aus dem Kicker Almanach 1989 zur Hand, dann absolvierte „Ronnie“ Worm in seinen letzten A-Junioren- beziehungsweise ersten Seniorenmonaten 1972 in der DFB-Jugend, Bundesliga und Amateurnationalmannschaft 35 Pflichtspiele; dabei sind die Einsätze seiner Rundenspiele im Niederrhein mit der MSV-A-Jugend nicht eingerechnet, lediglich die Endrundenspiele im Juli 1972 um die Deutschen A-Juniorenmeisterschaft.
Ob das junge Talent gerade mit Rudolf Faßnacht den richtigen Trainer am Anfang seiner Bundesligakarriere hatte, scheint nach den Aussagen von Hans-Werner Moors im Preußen Münster-Buch mehr als fraglich. Laut Moors hätte Faßnacht die Preußen 1975/76 in der 2. Bundesliga „kaputttrainiert“. Bitten der Spieler, das Training gegen Saisonende doch besser zu dosieren, wären beim „Schleifer“ auf taube Ohren gestoßen. Mit seinen harten Trainingseinheiten wollte Faßnacht das Stehvermögen der Mannschaft für das Saisonfinale stärken, bewirkte aber genau das Gegenteil. Moors: „Die Mannschaft war so platt, dass sie keine taktische Disziplin mehr einhalten konnte.“
Für den MSV, der in den folgenden Jahren zumeist gegen den Abstieg kämpfen sollte, war Worm häufig als Einzelkämpfer oder als „Sonderbewacher“ für starke Gegenspieler im Einsatz. Im DFB-Pokal 1974/75 zog er nach Erfolgen gegen den Blumenthaler SV (3:1), 1. FC Nürnberg (3:0), einem 3:2-Auswärtssieg gegen den FC Bayern München, FC Altona 93 (7:0), Werder Bremen (2:0) und einem 2:1 n. V. im Halbfinale gegen Borussia Dortmund in das Endspiel ein. Dieses verlor er mit dem MSV am 21. Juni 1975 in Hannover mit 0:1 gegen Eintracht Frankfurt. Vom 1. bis zum 12. Juli fand die Fußball-Militärweltmeisterschaft in Deutschland statt. Das Finale gewann die Bundeswehrauswahl am 12. Juli im Hagener Ischelandstadion vor 25.000 Zuschauern mit 1:0 gegen die Niederlande. Dabei war die deutsche Mannschaft mit Dieter Burdenski, Friedhelm Schwarze, Harald Konopka, Peter Krobbach, Herbert Hein, Lothar Schneider, Kurt Eigl, Holger Trimhold, Rolf Blau, Worm und Jürgen Glowacz angetreten und der Lauterer Werner Melzer wurde im Laufe der zweiten Spielhälfte im Mittelfeld für Schneider eingewechselt. Die Spieler waren durch das Turnier um ihre Sommerpause gekommen; damit hatte „Ronnie“ Worm aber bereits mehrfach Erfahrung gesammelt.
International feierte der siebenfache A-Nationalstürmer mit den „Zebras“ im UEFA-Pokal 1978/79 an der Seite von Gerhard Heinze, Kees Bregman, Ditmar Jakobs, Bernard Dietz, Herbert Büssers, Kurt Jara und Rudolf Seliger einen beachtenswerten Erfolg. Erst im Halbfinale endete der Erfolgszug der Mannen um den achtfachen Torschützen in diesem Wettbewerb, „Ronnie“ Worm, gegen den niederrheinischen Konkurrenten Borussia Mönchengladbach.
Beim MSV Duisburg schwankte der Mittelstürmer, Linksaußen und Torjäger stets zwischen zwei Extremen: Entweder wurde er von den Fans geliebt oder er wurde verhöhnt. Auf Dauer bekam beiden Seiten dieses Verhältnis nicht. Nach der Saison 1978/79 – der MSV stand auf dem 13. Platz und Worm hatte in 32 Einsätzen 10 Tore erzielt – wechselte er den Verein und ging für eine Ablösesumme von mehr als 1 Million D-Mark zu Eintracht Braunschweig. Damit war Worm der erste „Millionentransfer“ innerhalb der Bundesliga. Mit 71 Toren führt Worm vor Dietz (70) und Seliger (65) die interne MSV-Torschützenliste in der Bundesliga an. Mit solchen Referenzen sollte man Leitwolf sein. Aber „Ronni“ Worm gehörte nicht zu den Lauten im Lande – trotz seiner vielen Treffer, der herausragenden Schusstechnik mit dem linken starken Fuß und dem beispiellosen Seitfallzieher. Außerhalb des Platzes war „Ronni“ stets unscheinbar, auf dem Rasen ein Mann im Rampenlicht. Das Eigengewächs des MSV liebte eher die Zurückhaltung, überließ den Arbeitskollegen Interviews und Analysen zu gerade beendeten Spielen. Wie weit dagegen die Beschreibung im MSV-Buch „Im Revier der Zebras“ mit „der sensible Stürmer stand sich oft selbst im Weg, hatte immer Angst vor Kritikern, suchte nach schlechten Spielen selten die Fehler bei sich selbst“ zutreffend an der nicht ganz gelungenen Glanzkarriere des einstmals Hochgelobten war, das wäre Spekulation.

### Die Zeit in Braunschweig, 1979 bis 1987
Beim Deutschen Meister des Jahres 1967 unter Trainer Helmuth Johannsen waren auch die erfolgreichen Zeiten unter Trainer Branko Zebec (1974–78) vorbei, als Worm 1979 den Schritt vom Niederrhein in ein neues Umfeld wagte. Alleine die Personalien auf der Trainerstelle sollten die nächsten Jahre in der Häufigkeit – Werner Olk, Heinz Lucas, Uli Maslo, Heinz Patzig, Aleksandar Ristic, Gerd Roggensack – wie auch in der Qualität, die Eintracht mehr wie gut war, beschäftigen. Zudem brachte der Millionentransfer aus Duisburg seine chronischen Achillessehnenprobleme mit, wodurch er in der Rückrunde 1979/80 wochenlang ausfiel. Sportlich kam noch dazu, dass den Abgängen mit Harald Nickel, Wolfgang Dremmler und Harald Aumeier lediglich mit Worm ein anerkannt leistungsstarker Neuzugang entgegengesetzt wurde. Ob Hans-Jürgen Salewski, Michael Geiger und Holger Trimhold auf Anhieb Bundesligaformat vorweisen konnten, blieb abzuwarten. Im Verlauf der Runde sollte sich die eklatante Auswärtsschwäche mit 3:31 Punkten und die schlechteste Offensive der Runde mit lediglich 32 Treffern als Hauptgrund für den Abstieg erweisen. Worm erzielte in 23 Ligaspielen acht Tore und führte damit vor Danilo Popivoda mit fünf Toren in 22 Spielen die interne Torschützenliste an. Im Gegensatz zum überraschenden „Betriebsunfall“ 1973 war der zweite Sturz aus der Bundesliga 1980 ein Abstieg mit Ansage. Die düsteren Prognosen vor Saisonbeginn hatten sich bestätigt. Der versäumte Generationswechsel war nun unter bitteren Vorzeichen zwangsläufig in der 2. Liga zu vollziehen. Die Entscheidung nach Braunschweig zu wechseln hatte sich sportlich für Worm nicht ausbezahlt.
Bei der Eintracht erlebte er gleich in der ersten Saison den Abstieg. Mit 30 Treffern war er in der 2. Bundesliga Nord in der Saison 1980/81 dann aber maßgeblich am sofortigen Wiederaufstieg beteiligt. In dieser Runde erreichte er mit Braunschweig auch das Halbfinale im DFB-Pokal, wo Worm mit seinen Mannschaftskollegen auf dem Betzenberg nach einer 2:3-Niederlage gegen den 1. FC Kaiserslautern den Einzug in das Endspiel verpasste. Dass er in der Bundesliga immer noch zu den besten Stürmern zählte, demonstrierte er nach dem Aufstieg in der Saison 1981/82 mit seinen 17 Treffern. Weit vor Wolfgang Grobe (8 Tore) und den zwei sechsfachen Torschützen Peter Geyer und Manfred Tripbacher hatte er dabei die interne Torschützenliste angeführt. Seine Profikarriere beendete Worm 1987 bei Braunschweig in der Zweiten Liga.

## Nationalmannschaft
Worm trug von 1975 bis 1978 siebenmal das Trikot der Nationalmannschaft und erzielte dabei fünf Treffer. Am 20. Dezember 1975 debütierte er im Team beim 5:0-Erfolg in der Türkei mit zwei Treffern. Er gehörte zwar bei der Fußball-Europameisterschaft 1976 in Jugoslawien und der Fußball-Weltmeisterschaft 1978 in Argentinien jeweils dem Kader an, zum Einsatz kam er aber bei beiden Turnieren nicht.
Im ersten Länderspiel unter dem neuen Bundestrainer Jupp Derwall am 11. Oktober 1978 in Prag gegen die Tschechoslowakei wurde er beim 4:3-Sieg in der 71. Spielminute für Hansi Müller ein- und in der 87. Spielminute für Klaus Allofs ausgewechselt.
Mit seinen zwölf B-Länderspielen zwischen 1974 und 1981 ist er Rekordnationalspieler der deutschen B-Mannschaft, in der er mit fünf Toren auf Platz 3 der ewigen Bestenliste liegt. „Ronnie“ Worm debütierte am 3. September 1974 in Luxemburg bei einem 5:0-Erfolg gegen die dortige A-Nationalmannschaft auf Linksaußen an der Seite von Rudolf Seliger, Winfried Schäfer, Willi Reimann (der für Reimann eingewechselte Hermann Ohlicher erzielte zwei Treffer) und Bernd Nickel. Als Angreifer von Eintracht Braunschweig absolvierte er am 22. September 1981 bei einem 1:0-Erfolg in Luxemburg gegen die dortige A-Nationalmannschaft sein letztes Spiel für den DFB. Er agierte als Mittelstürmer, zeichnete sich als Siegtorschütze aus und wurden an den Flügeln von Rüdiger Abramczik und Norbert Meier unterstützt.
Beim Fußballturnier der Olympischen Spiele von 1972, wo auch seine Duisburger Mannschaftskameraden Rudi Seliger und Klaus Wunder dabei waren, nahm er an allen sechs Spielen der deutschen Amateur-Nationalmannschaft teil.

## Tätigkeiten als Trainer
Nach dem Karriereende versuchte Worm zunächst, ein Toto-Lotto-Geschäft zu führen, machte dann aber alle Trainerscheine bis hin zum Fußballlehrer. 1993 wurde er Co-Trainer von Uwe Reinders bei Hertha BSC, mit dem er auch später beim FC Sachsen Leipzig zusammenarbeitete. Zudem trainierte Worm den TSV Havelse.
Ab 2001 war er bei den Intersport Kicker Fußballcamps als Cheftrainer tätig, ab 2009 als Trainer für das Deutsche Fußball Internat in Marl. Im Sommer 2013 übernahm er im niedersächsischen Meine bei Gifhorn den Trainerposten beim Kreisligisten TSV Meine 09. Seit 2015 trainiert Worm die Frauenmannschaft von Eintracht Braunschweig, mit der er in der Saison 2015/16 in die Landesliga aufstieg.

## Statistik

### DFB-Berufungen
- 4 Spiele in der Jugend U-15
- 25 Spiele in der Jugend U-18
- 3 Spiele Junioren U-23
- 10 Spiele in der Amateurnationalmannschaft
- 12 Spiele in der B-Nationalelf
- 7 Spiele in der A-Nationalelf (Verein: MSV Duisburg)

### Bundesligaspiele/Tore
- 231 für den MSV Duisburg – 71 Tore
- 149 für Eintracht Braunschweig – 48 Tore

### 2. Bundesligaspiele/Tore
- 95 Spiele – 44 Tore für Eintracht Braunschweig

### Erfolge
- Deutscher A-Juniorenmeister 1972 (MSV Duisburg)
- Finale UEFA-Juniorenturnier 1972 (DFB-A-Junioren)
- Sieger im Jugend-Länderpokal 1972 mit Westdeutschland
- Finale DFB-Pokal 1975 (MSV Duisburg)
- Militärweltmeister 1975[19]
- Halbfinale 1978/79 im UEFA Cup (MSV Duisburg)
- Vizemeister 2. Fußball-Bundesliga 1980/81 und BL-Rückkehr (Eintracht Braunschweig)